# District de Gwadar
Le district de Gwadar (en ourdou : ضِلع گوادر) est une subdivision administrative du sud de la province du Baloutchistan au Pakistan. District côtier créé en 1977, il compte pour plus du tiers du littoral pakistanais avec près de 400 kilomètres. Sa capitale est le port stratégique de Gwadar, qui attire de nombreux investissements, surtout chinois.
Le district est principalement rural et peuplé de quelque 300 000 habitants en 2023. Surtout pauvre et vivant de l'agriculture, en particulier la pêche artisanale, la population est en majorité constituée de tribus baloutches.

## Histoire

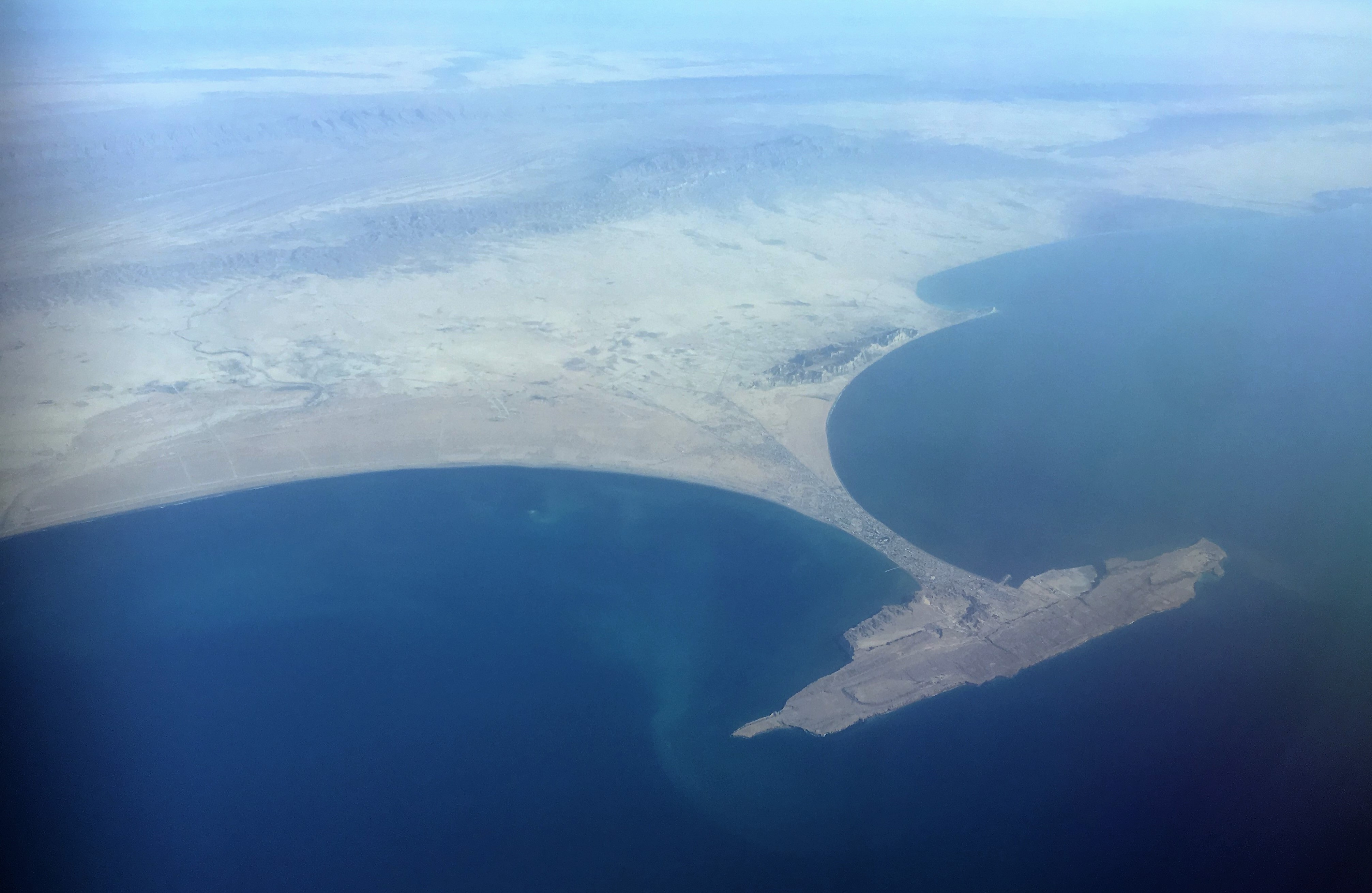
La ville de Gwadar vue du ciel.

La ville de Gwadar est un port du sud-ouest du Pakistan. Stratégique, cette position relie le golfe Persique au sous-continent indien. Sa situation en fait dès les débuts de Mascate et Oman une possession du Sultanat où les boutres venant d'Arabie font escale jusqu'au 8 décembre 1958, date à laquelle le Sultanat d'Oman cède le port au nouvel État du Pakistan pour trois millions de dollars.
En dehors de Gwadar et ses alentours, le reste de l'actuel district fait partie de l'État princier de Makran jusqu'à sa disparition le 14 octobre 1955.
Le 1er juillet 1977, le district de Gwadar est créé alors qu'il était auparavant inclus au sein de Makran, qui cesse d'être un district pour devenir une division regroupant trois districts,.

## Démographie
Lors du recensement de 1998, la population du district a été évaluée à 185 498 personnes, dont environ 54 % d'urbains. Le taux d'alphabétisation était de 26 % environ, soit bien moins que la moyenne nationale de 44 %. Il se situait à 36 % pour les hommes et 14 % pour les femmes, soit un différentiel de 22 points, contre 25 pour la moyenne nationale.
Le recensement suivant mené en 2017 pointe une population de 263 514 habitants, soit une croissance annuelle de 1,9 %, un peu inférieure aux moyennes nationale et provinciale de 2,4 % et 3,4 % respectivement. Lors du nouveau recensement de 2023, la population atteint 302 831 habitants, dont 52 % d'urbains. Le taux d'alphabétisation grimpe à 50,3 %, dont 57,6 % pour les hommes et 42,2 % pour les femmes.
Le district est principalement peuplé par des tribus baloutches, près de 97,7 % des habitants parlant baloutchi. Musulman à 99,1 %, le district compte quelques minorités religieuses, soit 814 chrétiens et 833 hindous en 2023.

## Administration

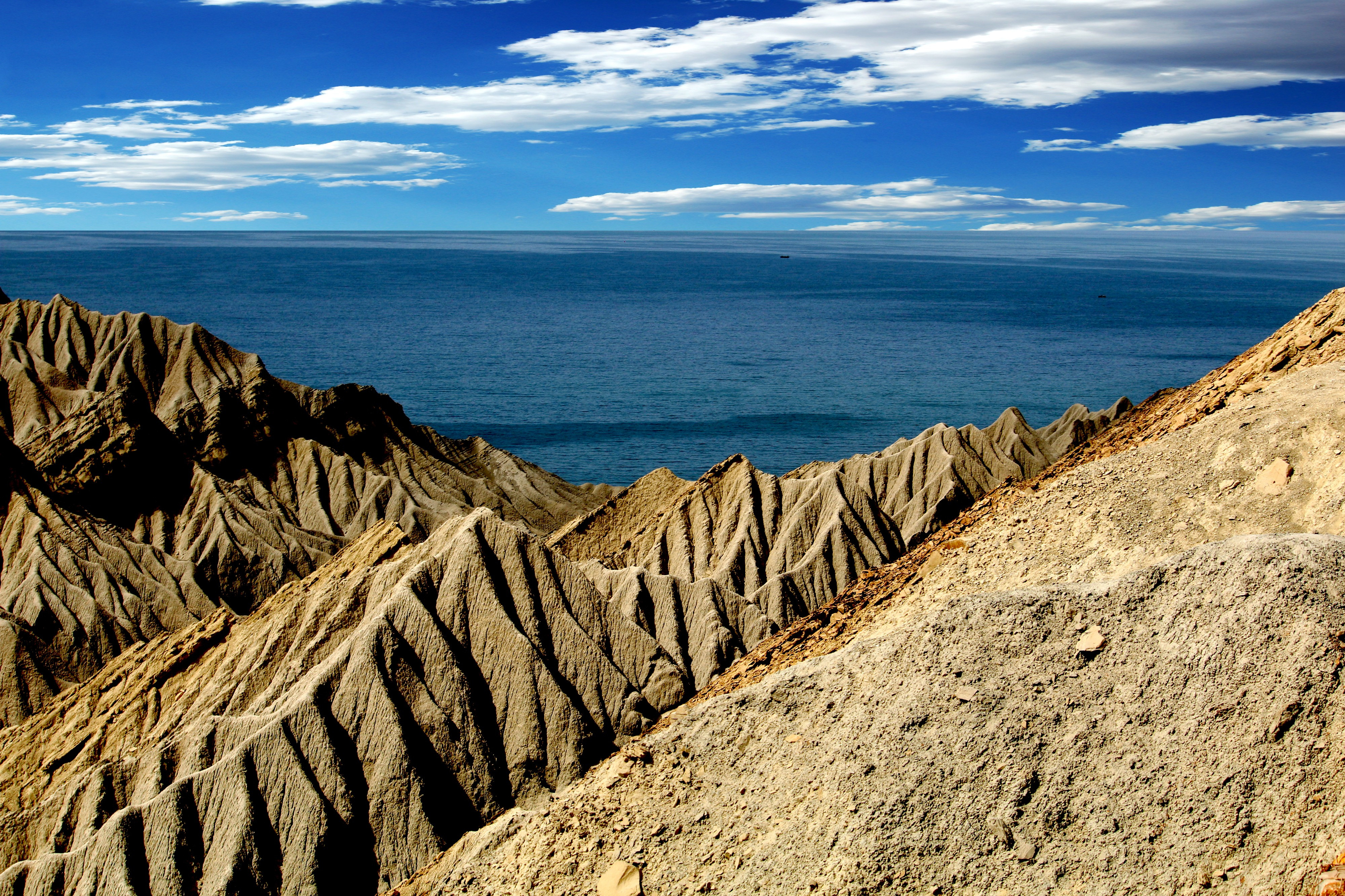
Paysage d'Ormara.

Le district est divisé en quatre tehsils et un « sous-tehsil » ainsi que 12 Union Councils.
| Tehsil  | Population (rec. 2023) |
| ------- | ---------------------- |
| Gwadar  | 147 673                |
| Jiwani  | 35 004                 |
| Ormara  | 25 503                 |
| Pasni   | 74 128                 |
| Suntser | 20 523                 |

Le district compte près de 162 000 urbains selon le recensement de 2017, principalement répartis dans quatre villes : la capitale Gwadar, Pasni, Jiwani et Ormara. La capitale est par ailleurs un port stratégique en plein développement, attirant des investissements chinois. La population de la ville augmente rapidement, doublant entre 1998 et 2017.

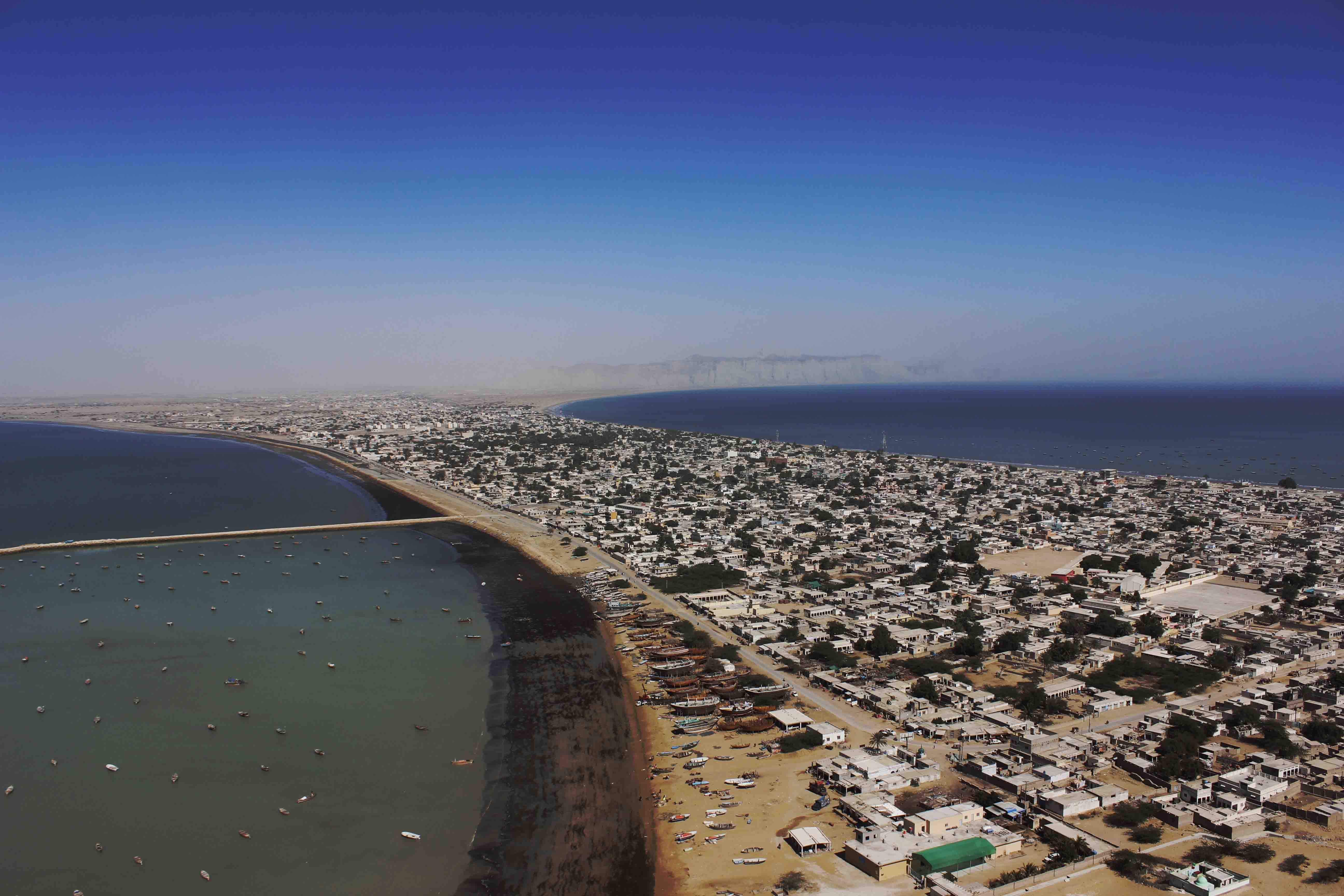
Ville de Gwadar.

| Ville  | Population (rec. 2023) |
| ------ | ---------------------- |
| Gwadar | 70 852                 |
| Pasni  | 43 494                 |
| Jiwani | 25 332                 |
| Ormara | 16 573                 |

## Économie et éducation

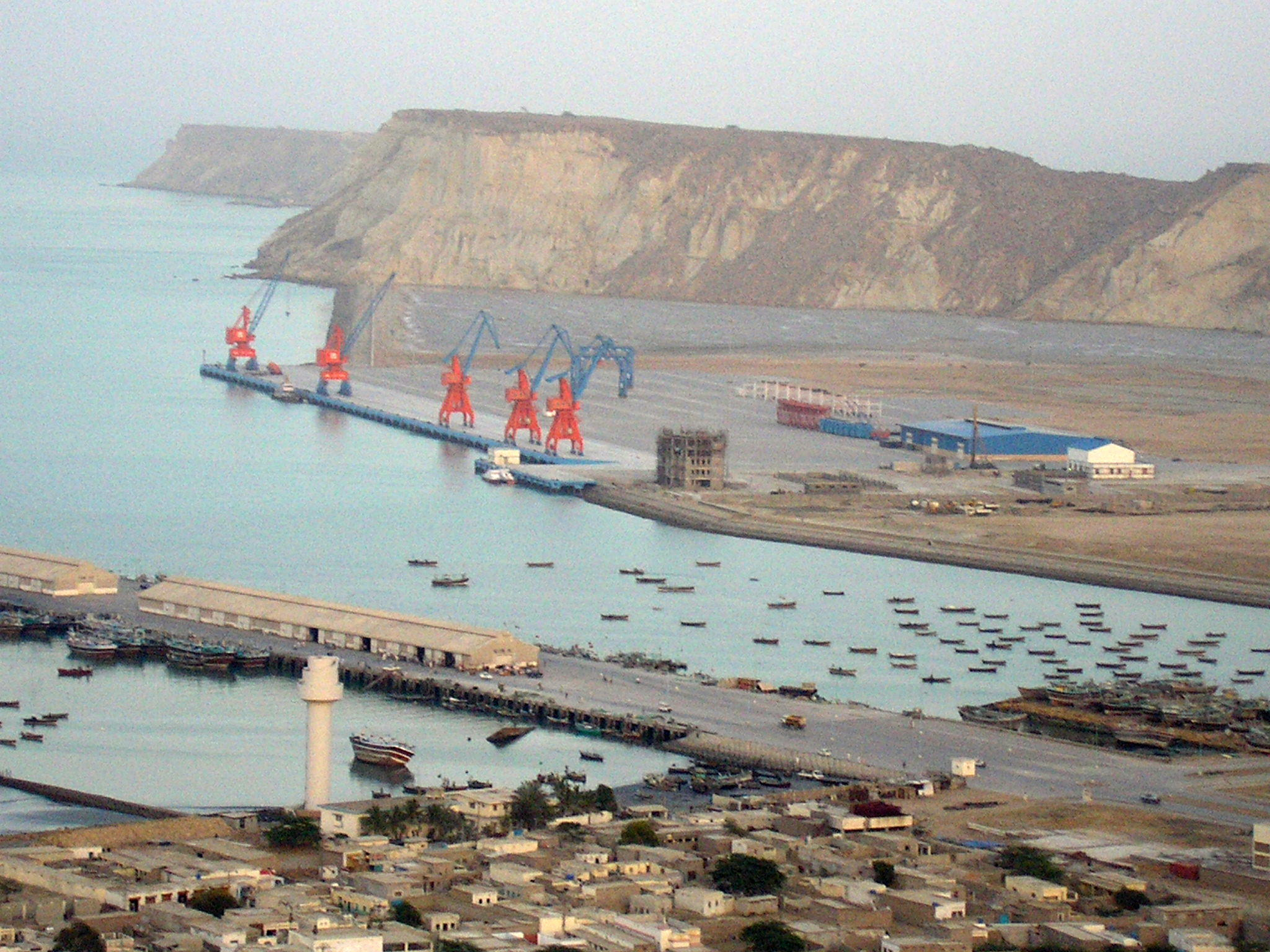
Au premier plan, le port de pêche de Gwadar, et au deuxième le port en eaux profondes.

La population vit principalement sous un climat aride mais profite toutefois d'une certaine humidité offerte par le rivage et des quelques pluies, surtout en décembre et janvier, qui permettent le développement de l'agriculture dans l'ouest du district principalement, et qui fait vivre près d'un tiers des travailleurs du district.
Depuis le début des années 2000, la ville de Gwadar fait l'objet d'investissements importants, notamment venus de Chine. Un port d'exportation en eaux profondes est inauguré en 2007 et devrait continuer de s'étendre, et la ville compte aussi une base navale de l'armée pakistanaise, en plus de la base navale Jinnah à Ormara. Gwadar est ainsi la deuxième plus importante ville portuaire après Karachi.
Près de 5 % de la superficie totale est cultivée, soit environ 500 kilomètres carrés, avec une production surtout orientée vers les lentilles, les dattes, la noix de coco, les mangues et le citron. Profitant de son vaste rivage, la pêche artisanale et les activités liées sont la principale source de revenus du district. L'élevage de chèvres et de moutons est également une source importante de subsistance : on en compte en moyenne plus de quatre par foyer rural en 2012.
Près de 75 % des enfants du district âgés de 5 à 14 ans sont scolarisés en 2012.

## Politique
Le district est représenté par la circonscription no 51 à l'Assemblée provinciale du Baloutchistan. Lors des élections législatives de 2008, elle a été remportée par un candidat de la Ligue musulmane du Pakistan (Q), et durant les élections législatives de 2013, par un candidat du Parti national baloutche. À l'Assemblée nationale, il est partiellement représenté par la circonscription no 272. Lors des élections de 2008, elle a été remportée par un candidat du Parti national baloutche, et de même durant les élections de 2013.
Lors des élections de 2018, la circonscription provinciale du district est remportée par un candidat du Parti national baloutche (Awami).
| Parti                                      | Voix (province) | %       |
| ------------------------------------------ | --------------- | ------- |
| Parti national baloutche (Awami)           | 31 248          | 50,81 % |
| Parti baloutche Awami                      | 16 585          | 26,97 % |
| Parti national                             | 7 128           | 11,59 % |
| Muttahida Majlis-e-Amal                    | 2 876           | 4,68 %  |
| Autres partis                              | 2 758           | 4,48 %  |
| Indépendants                               | 907             | 1,47 %  |
| Total exprimés (participation : 53,42 %)   | 61 502          | 100 %   |
| Source : Commission électorale du Pakistan |                 |         |